# سفين فرايبيرج
سفين فرايبيرج (بالسويدية: Sven Friberg)‏ هو لاعب كرة قدم ومدرب كرة قدم سويدي، ولد في 7 فبراير 1895 في Lysekil ‏ في السويد، وتوفي في 26 مايو 1964 في غوتنبرغ في السويد. شارك مع منتخب السويد لكرة القدم. أما مع النوادي، فقد لعب مع نادي أورغريته.

## وصلات خارجية
- سفين فرايبيرج على موقع قاعدة بيانات كرة القدم.إي يو (الإنجليزية)
- سفين فرايبيرج على موقع ناشيونال فوتبول تيمز (الإنجليزية)
- سفين فرايبيرج على موقع عالم كرة القدم.نت (الإنجليزية)
- سفين فرايبيرج على موقع أوليمبيديا (الإنجليزية)
- سفين فرايبيرج على موقع اللجنة الأولمبية السويدية (السويدية)